# Няньцзышань
Няньцзыша́нь (кит. упр. 碾子山, пиньинь Niǎnzishān) — район городского подчинения городского округа Цицикар провинции Хэйлунцзян (КНР). Название района происходит от расположенной на его территории горы Няньцзышань. Район располагается в 80 км к западу от основного городского ядра Цицикара.

## История
В 1914 году здесь была построена железнодорожная станция; эти места тогда входили в состав уезда Лунцзян (龙江县). В 1945 году был образован район Няньцзышань уезда Лунцзян, позднее переименованный в Район № 4. В 1952 году был создан посёлок Няньцзышань (碾子山镇). В 1958 году началось «движение за обобществление», районы были ликвидированы, а вместо них были созданы «народные коммуны»; на месте района сначала была создана народная коммуна Чаомэй (超美人民公社), а затем, руководствуясь лозунгом «завод и коммуна — единое целое», завод «Хуаань» и коммуна Чаомэй были объединены в коммуну Хуаань (华安人民公社), подчинённую Специальному району Нэньцзян (嫩江专区). В 1960 году, в связи с ликвидацией Специального района Нэньцзян, коммуна была переведена под юрисдикцию Цицикара. В 1961 году коммуна была распущена, а вместо неё образован район Хуаань (华安区), в 1983 году переименованный в Няньцзышань.

## Административное деление
Район Няньцзышань делится на 4 уличных комитета (в городе Няньцзышань).
| № | Название | Название (кит.) | Статус          | Население чел. (2010) | На карте                         |
| - | -------- | --------------- | --------------- | --------------------- | -------------------------------- |
| 1 | Фуцян    | 富强街道办事处  | уличный комитет | 19808                 | 47°30′41″ с. ш. 122°52′46″ в. д. |
| 2 | Юэцзинь  | 跃进街道办事处  | уличный комитет | 16757                 | 47°30′41″ с. ш. 122°52′46″ в. д. |
| 3 | Фаньжун  | 繁荣街道办事处  | уличный комитет | 12536                 | 47°30′41″ с. ш. 122°52′46″ в. д. |
| 4 | Дунъань  | 东安街道办事处  | уличный комитет | 9997                  | 47°30′41″ с. ш. 122°52′46″ в. д. |

## Соседние административные единицы
Район Няньцзышань на юге граничит с уездом Лунцзян, на северо-востоке — с уездом Ганьнань, на северо-западе — с автономным районом Внутренняя Монголия.